# He Xiangning
He Xiangning, född 1878, död 1972, var en kinesisk politiker (kommunist). Hon var minister för kvinnofrågor i Sun Yat-sens regering i Kanton 1923-1925, och var ordförande för Kuomintangs revolutionära kommitté 1960-1972. 